# Between (zespół muzyczny)
Between – międzynarodowy zespół instrumentalny założony w 1970 roku w Monachium przez dwóch niemieckich kompozytorów: Petera Michaela Hamela i Ulricha Stranza. Zespół uprawiał awangardową muzykę improwizowaną, zawierającą elementy muzyki minimalistycznej, krautrocka, rocka progresywnego, muzyki folk, world music i ambient. Zaprzestał działalności w 1980 roku.

## Historia
Between został założony w 1970 roku w Monachium przez Petera Michaela Hamela i Ulricha Stranza. Skład zespołu uzupełnili: argentyński gitarzysta Roberto Détrée, i urodzony w Nowym Jorku Robert Eliscu, późniejszy oboista Orkiestry Filharmonicznej w Monachium (Münchner Philharmoniker). W 1971 roku dołączyli do nich: dwaj amerykańscy muzycy grający na instrumentach perkusyjnych: Cottrell Black (znany też jako Cotch Black, Cotch Blackmon) i Charles Campbell, irlandzki flecista James Galway, solista Berliner Philharmoniker oraz Ulrich Kraus (inżynier dźwięku i producent. 
Nazwa zespołu (początkowo in-between) nawiązywała do jego muzyki, będącej kombinacją muzyki popularnej i muzyki poważnej. Between zadebiutował w 1971 roku albumem Einstieg, zawierającym etniczne kompozycje rockowe, utrzymane w klimacie muzyki folk i jazzu, wykonywane między innymi z udziałem na instrumentów akustycznych, takich jak bongosy i flet. Począwszy od 1973 roku przez zespół przewinęło się wielu muzyków, w tym: Tom van der Geld (wibrafon), Roger Jannotta (instrumenty dęte drewniane), Gary Todd (kontrabas), Jeffrey Biddeau (kongi), Pandit Sankha Chatterjee (tabla), Walter Bachauer (znany też jako Anatol Arkus; syntezatory), Aparna Chakravarti (tanpura), Peter Friedrich Müller (znany też jako Peter Müller-Pannke; tanpura, sarangi), Duru Omson (flet bambusowy, instrumenty perkusyjne, śpiew), Al Gromer Khan (sitar), Bobby Jones (saksofon), Franz Lehrndorfer (organy) i Holger Brandt (perkusja).
W 1973 roku Peter Michael Hamel wyruszył w swą pierwszą, długą podróż do Azji (podróży tych odbył w sumie 9) z zamiarem studiowania zagadnień muzyki tamtego obszaru. Rozwinięciem i skonkretyzowaniem muzycznych poszukiwań Between były kolejne albumy: And the waters openened, nagrany w 1973 roku oraz Dharana z 1974 roku, zawierający długie, epickie, akustyczne utwory z akcentami minimalistycznymi i orientalnymi. Na kolejnym albumie, Hesse Between Music z 1975 roku, Hamel wykorzystał indyjskie skale i recytację. W wydanej w 1976 roku książce Durch Musik zum Selbst poruszył zagadnienia muzyki Dalekiego Wschodu, z którą zapoznał się podczas swych podróży do Azji, zawarł też refleksje na temat muzyki i estetyki swoich czasów.
Between przetrwał do 1980 roku.

## Dyskografia
W ciągu 10 lat swej działalności zespół nagrał 6 płyt długogrających (LP), wydawanych również jako kasety, wznowionych w latach późniejszych jako wydawnictwa kompaktowe. 
- 1971 – Einstieg
- 1973 – And the Waters Opened
- 1974 – Dharana
- 1974 – Hesse Between Music
- 1977 – Contemplation
- 1980 – Stille über der Zeit/Silence Beyond Time